# Roxana Brînceanu
Roxana Brînceanu (n. 18 iunie 1969, Craiova) este o traducătoare și scriitoare română de literatură science fiction.

## Biografie
Roxana Brînceanu s-a născut pe 18 iunie 1969 la Craiova. În 1992 a absolvit Facultatea de Electromecanică din Craiova, iar în 1997 pe cea de Științe Economice. După ce a lucrat o vreme ca economist în Craiova, s-a mutat la București unde locuiește și în prezent.
A debutat în 2003 în numărul 42-43 al publicației online Lumi virtuale cu povestirea "Colecționarul de îngeri". Povestirile sale au apărut în diverse publicații online și antologii tipărite, una dintre ele fiind inclusă într-o antologie japoneză dedicată literaturii SF&F est-europene. A colaborat la realizarea publicațiilor online Imagikon și Wordmaster, la cea din urmă ocupând funcția de editor.
În anul 2005 au apărut romanul ei de debut, Sharia și prima traducere, romanul Râul liniștit de Nicola Griffith. În continuare, Roxana Brînceanu a abandonat pentru o vreme cariera scriitoricească pentru cea de traducător, colaborând în principal cu colecția Nautilus a editurii Nemira.

### Premii
- 2008 - Premiul Vladimir Colin pentru romanul Sharia[5]

## Opera

### Volume personale
- Sharia (Tritonic, 2005; Millennium Books, 2015)
- Nuanțe de întuneric (2014)

### Colaborări
- Titania (Editura Altum, 2004), antologie realizată de Cezar Mazilu
  - "Colecționarul de îngeri"
  - "Drumul cu diamante"
  - "La frontieră"
  - "Lunea maniacilor (colegilor de balamuc)"
  - "Regula jocului (Kill the Alix)"
- AtelierKult: povestiri fantastice (Editura Millennium Press, 2005), antologie realizată de Michael Haulică
  - "O femeie de succes"
- Dansând pe Marte și alte povestiri fantastice (Editura Millennium Press, 2009), antologie realizată de Michael Haulică
  - "Saltul pisicii"
- Time waits for no man - East European SF & Fantastica in the first decade of the 21st century (Editura Tokyo Sogensha, 2011), antologie japoneză dedicată literaturii SF&F est-europene realizată de Fumio Takano[3]
  - "O femeie de succes" ("A success female" - traducere Haruya Sumiya)
- Scornelile Moșului SF (Editura Millennium Press, 2012), antologie realizată de Ștefan Ghidoveanu
  - "O nouă casă"
- Zombi: Cartea morților vii (Editura Millennium Press, 2013), antologie realizată de Mircea Pricăjan
  - "Într-un roman ieftin ar fi chemat-o Maria"
- Ferestrele timpului (Editura Tracus Arte, 2013), antologie realizată de Ștefan Ghidoveanu
  - "Traseu de noapte"

### Traduceri
- Râul liniștit de Nicola Griffith (2005)
- Umbra lui Ender de Orson Scott Card (2006)
- Spectrul lui Phlebas de Iain M. Bank (2007)
- Umbra Hegemonului de Orson Scott Card (2007)
- Umbra marionetelor de Orson Scott Card (2007)
- Umbra Uriașului de Orson Scott Card (2007)
- Clanurile de pe Alpha de Philip K. Dick (2008)
- Carbon modificat de Richard Morgan (2008)
- Amintirea Pământului de Orson Scott Card (2009)
- Blestemul Nobilului Foul de Stephen R. Donaldson (2009)
- Wyrm de Orson Scott Card (2010)
- Chemarea Pământului de Orson Scott Card (2010)
- Ultima teoremă de Arthur C. Clarke și Frederik Pohl (2010)
- Antologia Nebula 2011
- Războiul uriașilor de Stephen R. Donaldson (2011)
- Sfâșierea cerului de Ursula K. Le Guin (2013)